# کارل کرودا
کارل کرودا (استونیایی: Karl Kruuda؛ زادهٔ ۳۱ دسامبر ۱۹۹۲) راننده رالی اهل استونی است. وی از سال ۲۰۱۰ تا ۲۰۱۶ در ۳۵ رالی شرکت کرده است.